# Thelasis cycloglossa
Thelasis cycloglossa är en orkidéart som beskrevs av Rudolf Schlechter. Thelasis cycloglossa ingår i släktet Thelasis och familjen orkidéer. Inga underarter finns listade i Catalogue of Life.